# Mahaut River, Saint David
Mahaut River är ett vattendrag i Dominica.   Det ligger i parishen Saint David, i den östra delen av landet, 24 km nordost om huvudstaden Roseau. Mahaut River ligger på ön Dominica.